# Antonino Scopelliti
(Antonino Scopelliti)
Antonino Scopelliti (Campo Calabro, 20 gennaio 1935 – Villa San Giovanni, 9 agosto 1991) è stato un magistrato italiano vittima della 'ndrangheta.

## Biografia

### Origini e formazione
Entrato nella magistratura italiana a soli 24 anni, ha svolto la carriera di magistrato requirente, iniziando come Pubblico Ministero presso la Procura della Repubblica di Roma, poi presso la Procura della Repubblica di Milano.

### La carriera nella magistratura
Procuratore generale presso la Corte d'appello quindi, Sostituto Procuratore Generale presso la Suprema Corte di Cassazione. Seguì un'eccezionale carriera, che lo portò ad essere il numero uno dei sostituti procuratori generali italiani presso la Corte di Cassazione. Si è occupato di vari maxi processi, di mafia e di terrorismo.
Ha rappresentato, infatti, la pubblica accusa nel caso Moro, durante il primo processo, al sequestro dell'Achille Lauro, alla Strage di Piazza Fontana ed alla Strage del Rapido 904. Per quest'ultimo processo, Scopelliti chiese la conferma degli ergastoli inferti al boss di Cosa Nostra Pippo Calò e a Guido Cercola, nonché l'annullamento delle assoluzioni di secondo grado per altri mafiosi. Il collegio giudicante della prima sezione penale della Cassazione, presieduto da Corrado Carnevale, rigettò la richiesta della pubblica accusa, assolvendo Calò e rinviando tutto a nuovo giudizio.

### Gli ultimi anni e l'assassinio
Apparve in televisione in alcune circostanze, soprattutto come ospite in alcune puntate di Telefono giallo. Il magistrato fu ucciso il 9 agosto 1991, mentre era in vacanza in Calabria, sua terra d'origine, in località Piale (frazione di Villa San Giovanni, sulla strada provinciale tra Villa San Giovanni e Campo Calabro).

## L'omicidio

### La ricostruzione
Scopelliti venne intercettato dai suoi assassini mentre, a bordo della sua automobile, una BMW E36, rientrava in paese dopo avere trascorso la giornata al mare. L'agguato avvenne all'altezza di una curva, poco prima del rettilineo che immette nell'abitato di Piale, una frazione di Villa San Giovanni. Gli assassini, almeno due persone a bordo di una moto, appostati lungo la strada, spararono con fucili calibro 12 caricati a pallettoni. La morte del magistrato, colpito con due colpi alla testa esplosi in rapida successione, fu istantanea. L'automobile, priva di controllo, finì in un terrapieno.

### Le ipotesi
Come ricostruito nel libro inchiesta Primo Sangue di Aldo Pecora, in un primo tempo si pensò che Scopelliti fosse rimasto coinvolto in un incidente stradale. L'esame esterno del cadavere e la scoperta delle ferite da arma da fuoco fecero emergere la verità sulla morte del magistrato.
Quando fu ucciso stava preparando, in sede di legittimità, il rigetto dei ricorsi per Cassazione avanzati dalle difese dei più pericolosi esponenti mafiosi condannati nel primo maxiprocesso a Cosa Nostra. Si ritiene che per la sua esecuzione si siano mosse insieme la 'Ndrangheta e Cosa Nostra, dopo che il magistrato rifiutò diversi tentativi di corruzione (il pentito Marino Pulito rivelò che a Scopelliti furono offerti 5 miliardi di lire italiane per "raddrizzare" la requisitoria contro i boss della Cupola siciliana). Anche secondo i pentiti della 'Ndrangheta Giacomo Ubaldo Lauro e Filippo Barreca, sarebbe stata la Cupola di Cosa Nostra siciliana a chiedere alla 'Ndrangheta di uccidere Scopelliti, che avrebbe rappresentato la pubblica accusa in Cassazione nel maxi processo a Cosa Nostra.
Cosa nostra, in cambio del favore ricevuto, sarebbe intervenuta per fare cessare la seconda guerra di 'Ndrangheta che si protraeva a Reggio Calabria dall'ottobre 1985, quando fu ferito leggermente il boss Antonio Imerti da un'autobomba. Nell'abitazione paterna di Scopelliti, dove il magistrato soggiornava durante le vacanze, furono trovati gli incartamenti processuali del maxiprocesso. Per la sua uccisione furono istruiti e celebrati presso il Tribunale di Reggio Calabria ben due processi, uno contro Salvatore Riina, Bernardo Brusca, Pietro Aglieri, Giuseppe Calò, Antonino Geraci, Salvatore Buscemi, Salvatore Montalto e Giuseppe Lucchese, ed un secondo procedimento contro Bernardo Provenzano, i fratelli Giuseppe e Filippo Graviano, Raffaele Ganci, Giuseppe Farinella, Antonino Giuffrè, Giuseppe "Piddu" Madonia, Benedetto Spera, Mariano Agate e Nitto Santapaola (tutti membri delle "Commissioni" provinciale e regionale di Cosa Nostra e quindi accusati di essere i mandanti del delitto). Furono tutti condannati in primo grado nel 1996 e nel 1998 e successivamente tutti assolti in Corte d'Appello nel 1998 e nel 2000 perché le accuse dei diciassette collaboratori di giustizia (cui si aggiunsero in un secondo momento quelle del boss Giovanni Brusca) vennero giudicate discordanti.

### La riapertura delle indagini
Dopo anni di stasi giudiziaria nei quali non si è riusciti ad assicurare alla giustizia i responsabili del delitto, l'11 luglio 2012 nel corso di un'udienza del processo "Meta" contro la 'ndrangheta a Reggio Calabria, il pentito della cosca De Stefano, Antonino Fiume, ha dichiarato che ad uccidere il giudice sarebbero stati due reggini su richiesta di Cosa nostra. Il collaboratore di giustizia, però, su invito del pubblico ministero non ha fatto i nomi dei presunti killer.
Ciò confermerebbe quanto ricostruito dagli inquirenti.
Nel 2019 il procuratore aggiunto di Reggio Calabria Giuseppe Lombardo riaprì l'inchiesta a seguito di nuove rivelazioni del collaboratore di giustizia catanese Maurizio Avola (che consentì di ritrovare alcune armi che, a suo dire, sarebbero state usate nell'omicidio) e risultarono iscritti nel registro degli indagati esponenti di Cosa Nostra e della 'Ndrangheta come mandanti ed esecutori materiali: i siciliani Matteo Messina Denaro, Marcello D'Agata, Aldo Ercolano, Eugenio Galea, Vincenzo Salvatore Santapaola, Francesco Romeo, lo stesso Avola e i calabresi Santo Araniti, Pasquale Bertuca, Vincenzo Bertuca, Giorgio De Stefano, Gino Molinetti, Antonino Pesce, Giuseppe Piromalli, Giovanni e Pasquale Tegano e Vincenzo Zito.

## Vita privata
È il padre di Rosanna Scopelliti, politica italiana.

## Riconoscimenti
Ad Antonino Scopelliti è stata dedicata una strada nel suo paese natale, Campo Calabro, e una nella contigua Villa San Giovanni. Nel 2007, su iniziativa della figlia, Rosanna Scopelliti, è stata costituita una fondazione intitolata al magistrato.
E sempre dal 2007 ogni anno a Reggio Calabria, nei giorni dell'anniversario dall'uccisione del magistrato, si svolge il meeting nazionale antimafia "Legalitàlia", promosso dal movimento Ammazzateci tutti e dalla Fondazione Scopelliti. 
Il 3 febbraio 2011, il coordinamento pugliese di Ammazzateci tutti ottiene l'intitolazione di una via di Bari al magistrato, il 28 maggio dello stesso anno gli viene intitolato un giardino a Mucinasso (frazione del Comune di Piacenza), mentre nel 2012 gli viene dedicata l'aula bunker del tribunale di Palmi e una piazza a Casalgrande e a Polistena.
Il 15 novembre 2014 a Miglierina, in provincia di Catanzaro, durante la prima Giornata della Legalità, gli è stata intitolata una piazza, con la presenza della figlia, Rosanna Scopelliti, e del movimento Ammazzateci tutti.